# Krásný Les (Liberec)
Krásný Les é uma comuna checa localizada na região de Liberec, distrito de Liberec‎.